# Weizen (Stühlingen)
Weizen ist ein Stadtteil der baden-württembergischen Stadt Stühlingen im Landkreis Waldshut.

## Geografie
Weizen liegt auf 513 m ü. NHN in einem Seitental der Wutach am Ehrenbach oberhalb von Stühlingen an der Grenze zum Schweizer Kanton Schaffhausen.

## Geschichte
1877 wurden beim Bau einer Scheune bronzezeitliche Grabbeigaben entdeckt, ein Bronzeschwert, eine Axt, einen Dolch, eine 25 cm lange Nadel und eine Gürtelschnalle sowie ein Goldring. Bis auf den Goldring kamen die Funde in das Badische Landesmuseum Karlsruhe.
Der Ort wird als Wizia in Alpegauia erstmals 781 in einer Urkunde des Klosters St. Gallen genannt. Es ist dies zugleich die älteste Nennung des Alpgau. Ein Walter de Wizen wird 1107 genannt. Am Ende des 12. Jahrhunderts nehmen Walter und Gerung von Wizen ihren Wohnsitz in der Stadt Schaffhausen. 1275 bekam das Kloster St. Blasien Schenkungen von Grundbesitz in Weizen, 1353 gehörte diesem auch die Mühle. Im Jahr 1350 übergab der Bischof von Konstanz, Ulrich Pfefferhard das Patronatsrecht der Kirche von Weizen an das Kloster Allerheiligen zu Schaffhausen, bei dem es bis zur Aufhebung 1529 verbleib. 1727 wurde die Kirche durch Bischof Johann Franz Schenk von Stauffenberg Filiale der Pfarrei Schwaningen.
Am 1. Januar 1975 wurde Weizen in die Stadt Stühlingen eingegliedert.

## Kirche

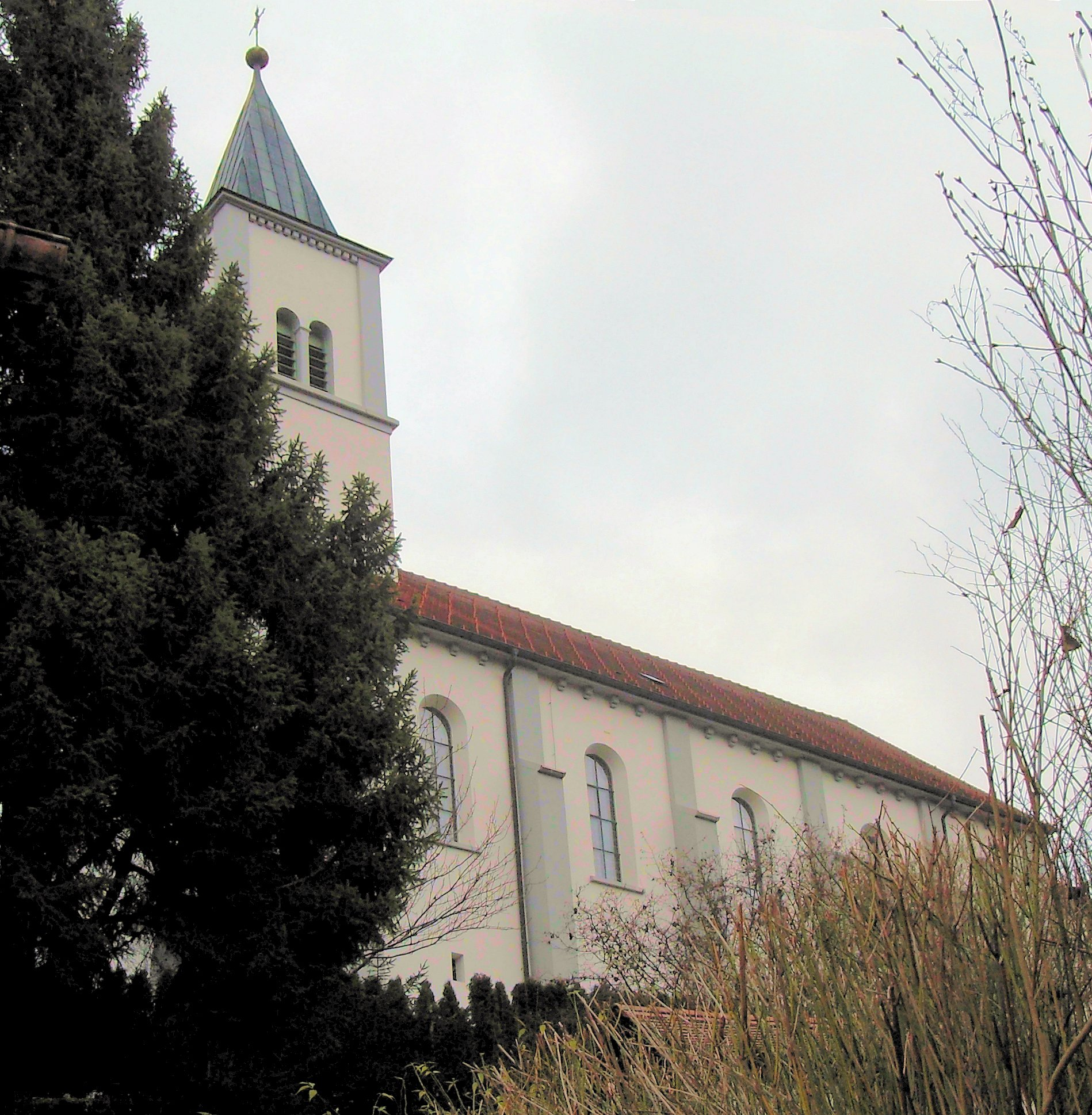
Kirche St. Konrad

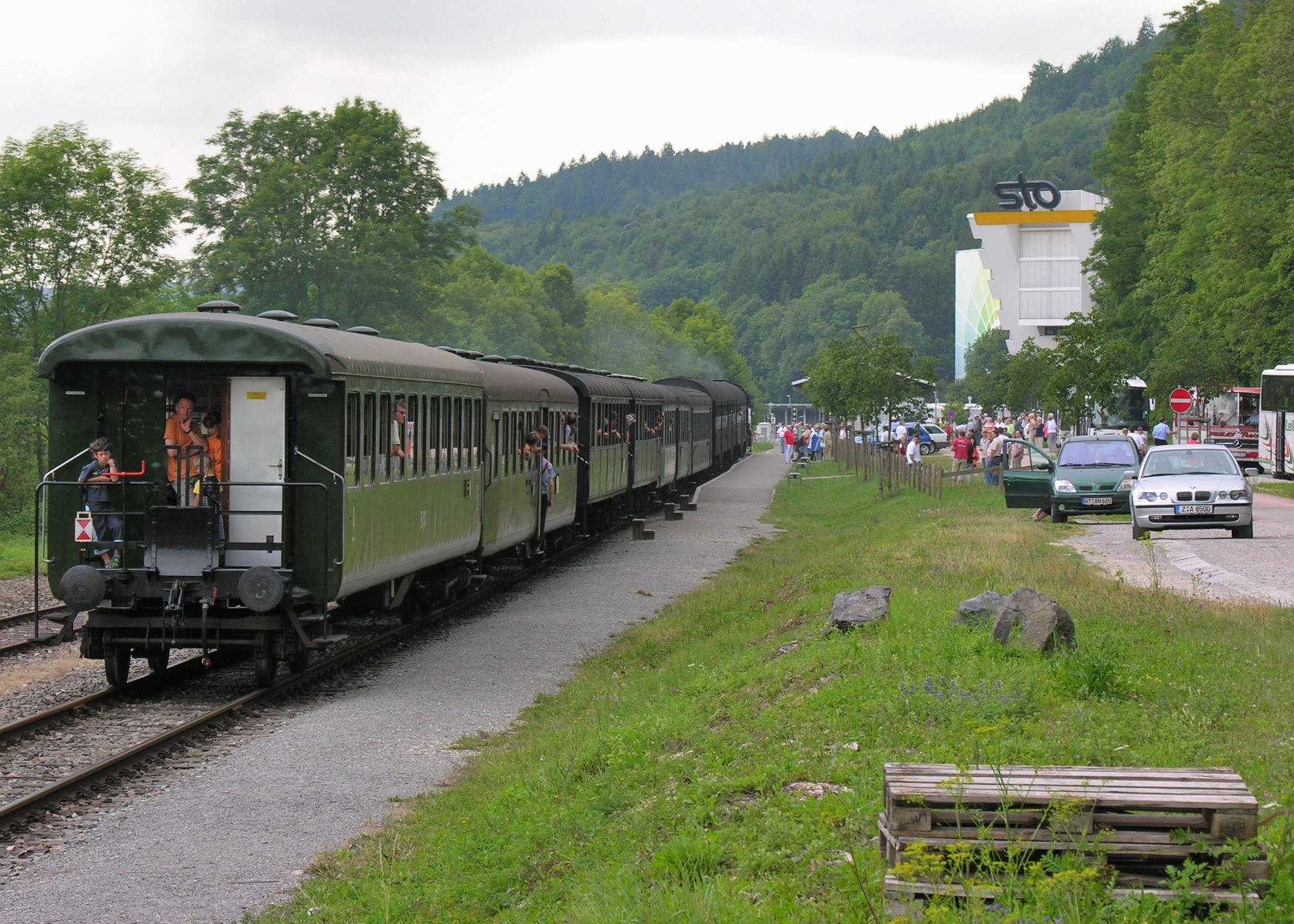
Der Museumsbahnhof Weizen

Die heutige Kirche St. Konrad wurde 1838 neu erbaut.

## Verkehr
Weizen liegt an der Wutachtalbahn. Der ehemalige Bahnhof existiert nicht mehr. Für die Museumsbahnbesucher wurde 2004 der Bahnhof Weizen in Betrieb genommen. In diesem Zusammenhang erhielt die Station eine historische Überdachung, welche aus dem Hauptbahnhof Freiburg stammt.
Der Südschwarzwaldradweg als Rundweg von Hinterzarten über Waldshut-Tiengen, Basel und Freiburg verbindet Bonndorf über Lausheim und Grimmelshofen mit Weizen und führt weiter nach Stühlingen, Eberfingen und Eggingen. In diesem Abschnitt parallel verläuft der Schwarzwald-Panorama-Weg von Pforzheim nach Waldshut.
Weizen liegt an der Bundesstraße 314.

## Wirtschaft

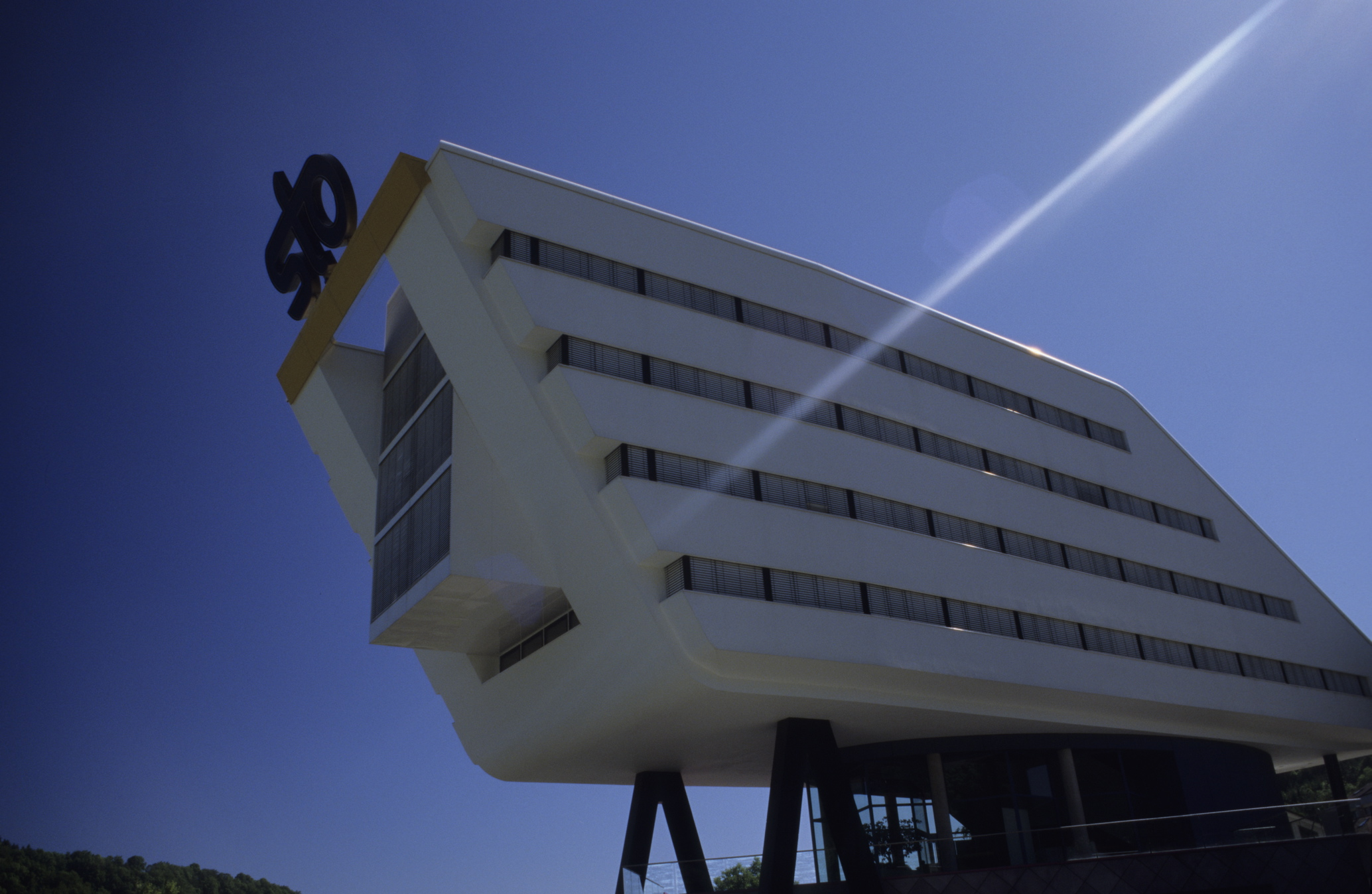
Firmengebäude STO

Aus einem Kalksteinbruch entwickelte sich durch verschiedene Innovationen die Firma Sto. Sie hat einen Gleisanschluss und eine Haltestelle an der Wutachtalbahn.